# Люра
Люра — национальный парк, расположенный в муниципалитете Дибер в северо-восточной части Албании. Национальный парк Люра был создан в 1966 году и занимает площадь в 1280 гектаров на восточной стороне горы Кунора, самой высокой горы Люра. Высота горы составляет 2119 метров над уровнем моря. Парк известен своими двенадцатью озёрами и дикой природой. Всё это круглый год привлекает в парк посетителей.
В 2014 году албанское правительство начало проведение мероприятий по восстановлению леса в парке и проведению там дорожных работ. После перехода к капитализму в стране проводились массовые вырубки лесов, случались лесные пожары. От всего этого сильно пострадала экосистема парка.

## География

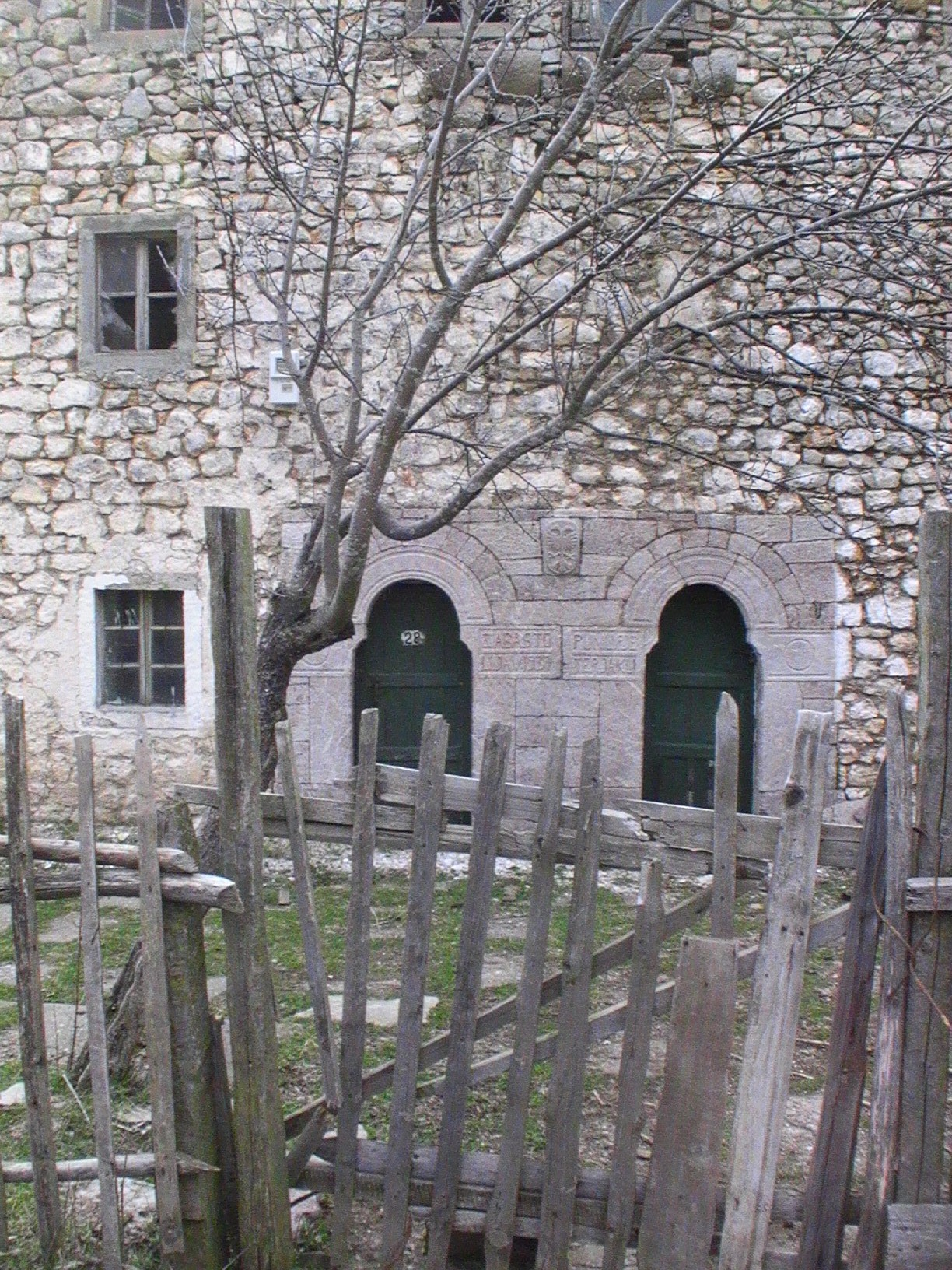
Укрепленный дом-башня в Люра

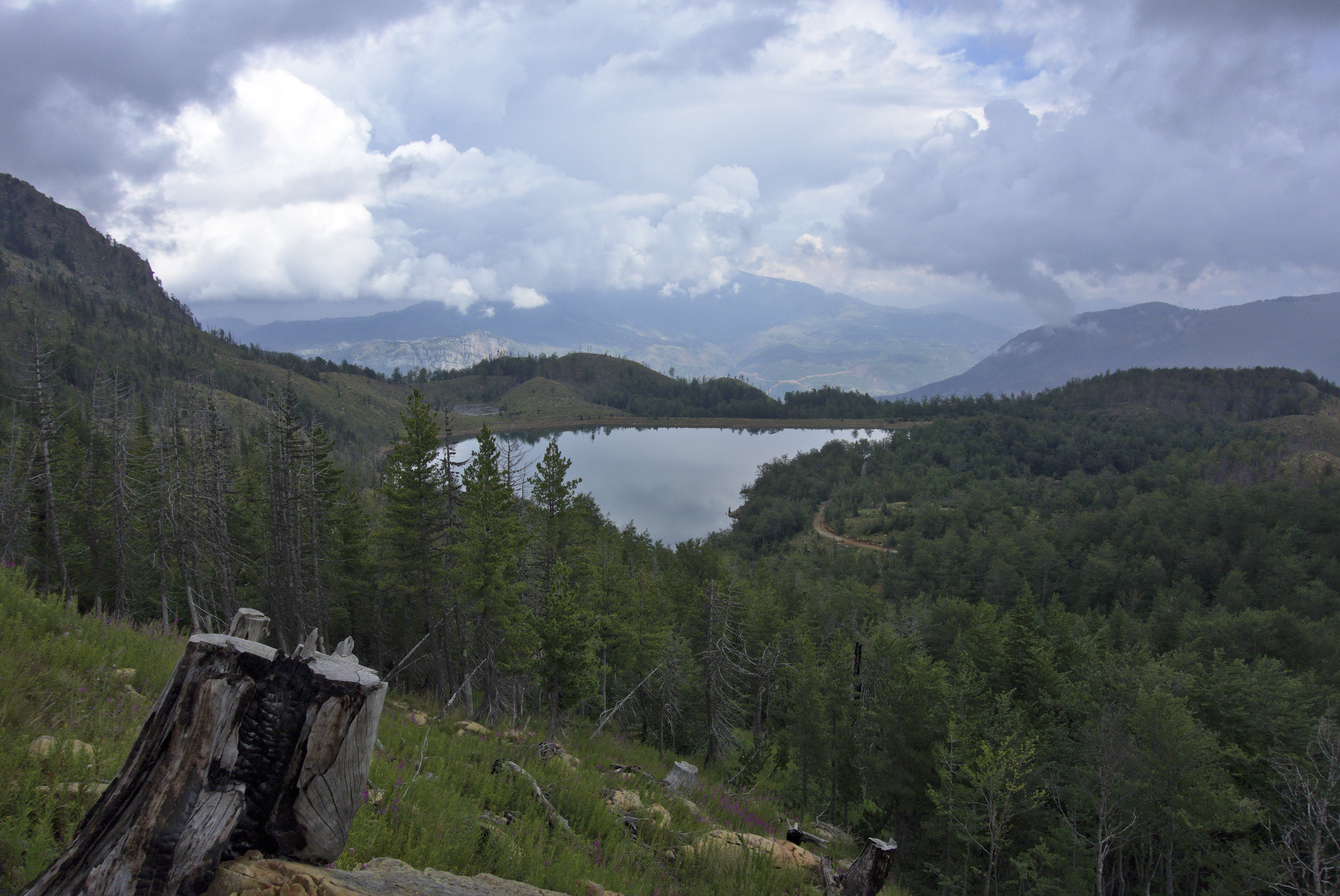
Великие озера Люра

Национальный парк Люра расположен на восточных склонах горы Люра. В парке обитают многие редкие виды живой природы.
Двенадцать ледниковых озёр парка возникли в Ледниковый период. Их общая площадь составляет около 100 га. Озёра расположены в северо-восточной части страны в районе Дибре на высоте от высоте от 1200 до 1500 метров. В летнее время озёра зарастают большими белыми водяными лилиями.
Пять главных озёр парка:
- Великое озеро (Алб.: Liqeni я Madh), 32 га;
- Озеро сосен, 13 га;
- Чёрное озеро (Алб.: Liqeni я Зи), 8 га;
- Озеро цветов (Алб.: Liqeni я Luleve), 4 га
- Коровье озеро (Алб.: Liqeni я Lopeve)

## Флора и фауна
Бук — самый распространённый вид дерева в парке. Он растёт на высотах от 900 и 1000 м (2953 и 3281 фута) до 1900 и 2000 м (6234 и 6562 футов). Сосна чёрная растет в изобилии на высотах от 1600 до 1700 метров, красные сосны встречаются на каменистых склонах на высотах от 1700 до 2000 метров. В лесах обитает европейский бурый медведь, балканская рысь, евразийский волк, лесная куница, европейская косуля, глухарь и др.
Парк предоставляет много возможностей для экотуризма, зимних видов спорта, верховой езды и др.